# 지속가능 개발 목표

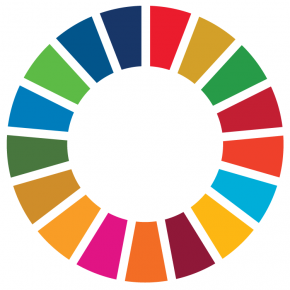
SDGs의 공식 아이콘

지속가능 개발 목표 또는 지속가능 발전 목표(영어: Sustainable Development Goals, SDGs)는 2000년부터 2015년까지 시행된 밀레니엄개발목표(MDGs)를 종료하고 2016년부터 2030년까지 새로 시행되는 유엔과 국제사회의 최대 공동목표이다. 유엔에서는 공식적으로 'Global Goals'라는 다른 이름으로도 불리고 있다.

## 역사
2014년 2월, 국회의원 42명이 참여하는 대한민국 국회 차원의 유엔 지속가능발전목표 포럼이 창립되었다. 2016년 4월 포럼에는 에르나 솔베르그 노르웨이 총리가 참석하였다.

## 내용
지속가능 개발 목표(SDGs)는 인류의 보편적 문제(빈곤종식, 질병, 교육, 성평등, 난민, 분쟁 등)와 지구 환경문제(기후변화, 에너지, 환경오염, 물, 생물다양성 등), 경제·사회문제(기술, 주거, 노사, 고용, 생산 소비, 사회구조, 법, 대내외 경제)를 2030년까지 17가지 주 목표와 169개 세부목표로 해결코자 이행하는 국제사회 최대의 공동목표이다. 
깨끗한 물과 위생 및 수준 높은 아동 교육의 보장과 모두의 건강 증진 및 적정한 일자리와 경제 성장 보장 등의 목표가 포함되어 있다.

## 17대 목표
| Sustainable_Development_Goal_01NoPoverty                | 모든 형태의 빈곤 퇴치       | 모든 곳에서 모든 형태의 빈곤 종식 |
| Sustainable_Development_Goal_02ZeroHunger               | 기아 해소와 지속가능한 농업 | 기아 종식, 식량 안보 달성, 개선된 영양상태의 달성, 지속 가능한 농업 강화                                                                   |
| Sustainable_Development_Goal_03GoodHealth               | 건강과 웰빙                 | 모든 연령층의 모든 사람을 위한 건강한 삶 보장 및 복지증진                                                                                  |
| Sustainable_Development_Goal_04QualityEducation         | 양질의 교육                 | 포용적이고 공평한 양질의 교육 보장 및 모두를 위한 평생학습 기회 증진                                                                       |
| Sustainable_Development_Goal_05GenderEquality           | 성평등                      | 성차별 철폐와 모든 사람들이 평등한 사회 건설                                                                                               |
| Sustainable_Development_Goal_06CleanWaterSanitation     | 물과 위생                   | 모두를 위한 물과 위생의 이용가능성 및 지속가능한 관리 보장                                                                                 |
| Sustainable_Development_Goal_07CleanEnergy              | 깨끗하고 저렴한 에너지      | 모두를 위한 저렴하고 신뢰성 있으며 지속가능하고 현대적인 에너지에 대한 접근 보장                                                           |
| Sustainable_Development_Goal_08DecentWork               | 양질의 일자리와 경제 성장   | 모두를 위한 지속적이고 포용적이며 지속가능한 경제성장 및 완전하고 생산적인 고용과 양질의 일자리 증진                                       |
| Sustainable_Development_Goal_09Industry                 | 혁신과 인프라 구축          | 회복력 있는 사회기반시설 구축, 포용적이고 지속가능한 산업화 증진 및 혁신 촉진                                                              |
| Sustainable_Development_Goal_10ReducedInequalities      | 불평등 완화                 | 국가 내 및 국가 간 불평등 완화 |
| Sustainable_Development_Goal_11SustainableCities        | 지속가능한 도시             | 포용적이고 안전하며 회복력 있고 지속가능한 도시와 정주지 조성                                                                              |
| Sustainable_Development_Goal_12ResponsibleConsumption   | 지속가능한 소비와 생산      | 지속가능한 소비 및 생산 양식 보장 |
| Sustainable_Development_Goal_13Climate                  | 기후변화 대응               | 기후변화와 그 영향을 방지하기 위한 긴급한 행동의 실시                                                                                      |
| Sustainable_Development_Goal_14LifeBelowWater           | 해양 생태계                 | 지속가능개발을 위한 대양, 바다 및 해양자원 보존 및 지속가능한 사용                                                                         |
| Sustainable_Development_Goal_15LifeOnLand               | 육상 생태계                 | 육상 생태계의 보호, 복원 및 지속가능한 이용 증진, 산림의 지속가능한 관리, 사막화 방지, 토지 황폐화 중지, 역전 및 생물다양성 손실 중지      |
| Sustainable_Development_Goal_16PeaceJusticeInstitutions | 평화와 정의 제도            | 모든 수준에서 지속가능개발을 위한 평화롭고 포용적인 사회 증진, 모두에게 정의에 대한 접근 제공 및 효과적이고 책임 있으며 포용적인 제도 구축 |
| Sustainable_Development_Goal_17Partnerships             | 파트너십                    | 이행수단 강화 및 지속가능개발을 위한 글로벌 파트너십 활성화                                                                                |

## 같이 보기
- 밀레니엄 개발 목표
- 지속가능성
- 지속가능한 발전 목표
- 재생 가능 에너지
- 탄소 중립